# Testgelände Kapustin Jar
Koordinaten: 48° 39′ 49″ N, 45° 43′ 29″ O

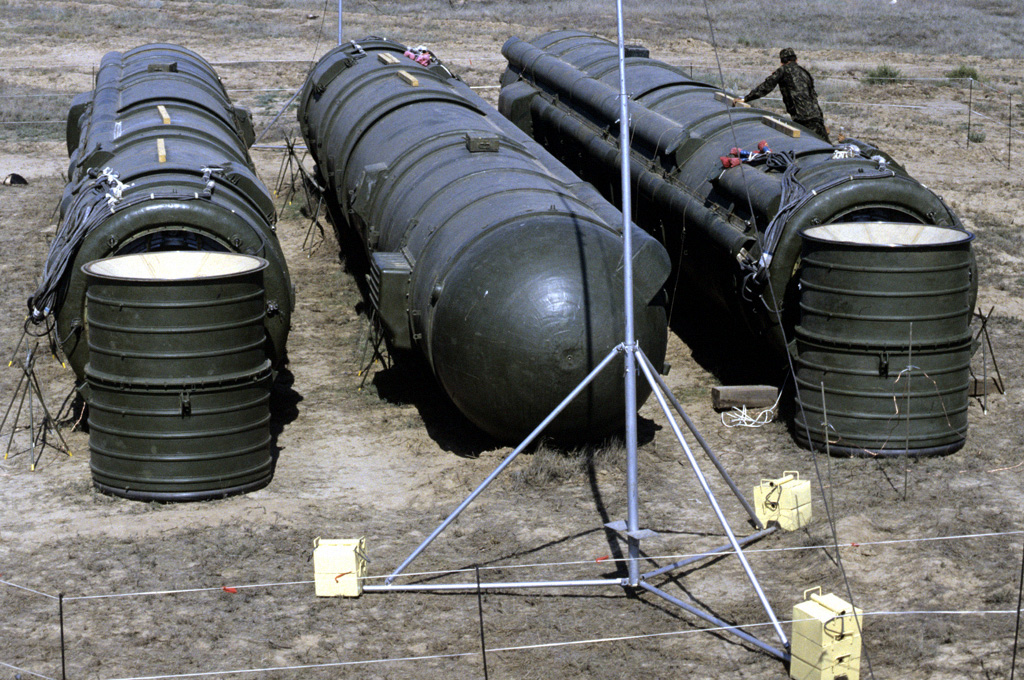
RSD-10-Raketen in Kapustin Jar beim Abtransport zur Verschrottung (1988)

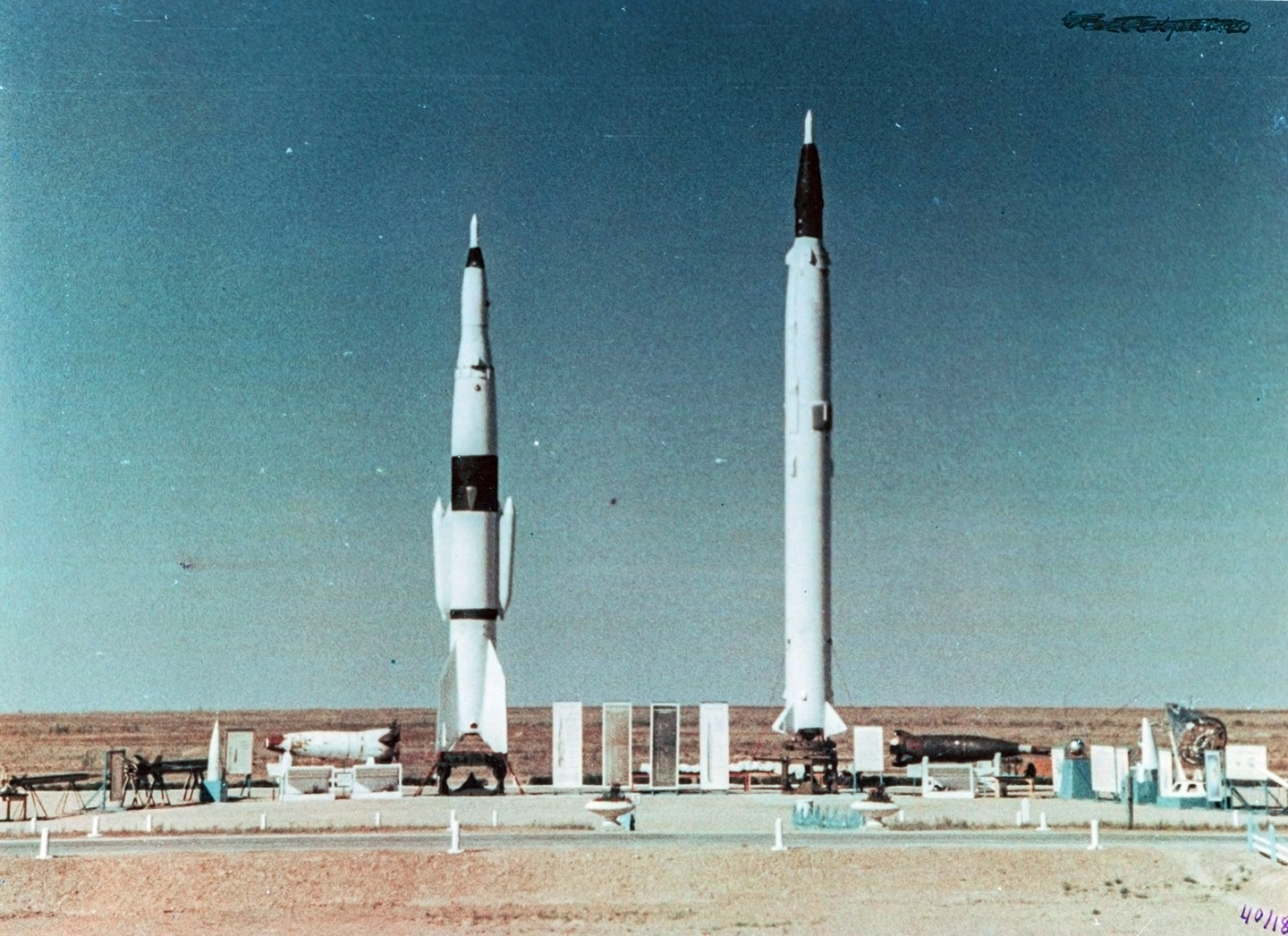
Ausstellung strategischer Raketen auf dem Gelände (2016)

Das Testgelände Kapustin Jar (russisch Полигон Капустин Яр) ist ein früher sowjetisches und jetzt russisches Raketentestgelände.
Es liegt größtenteils in der Oblast Astrachan an der Grenze zur Oblast Wolgograd und teilweise in Kasachstan. Nach dem Zerfall der Sowjetunion wurde der kasachische Anteil des Geländes von Russland gepachtet. Der offizielle Name ist 4-й Государственный центральный межвидовой полигон Российской Федерации (4 ГЦМП) – (Staatliches zentrales interspezifisches Testgelände der Russischen Föderation Nr.4), alternativ als войсковая часть 15644 (Militärverband 15644) bezeichnet. Es dient als Weltraumbahnhof, Testgelände für strategische ballistische- und Luftabwehrraketen und in der Vergangenheit auch als Startplatz für Raketen im Rahmen von Atomtests.

## Geschichte
Das Testgelände Kapustin Jar entstand 1947 und war bis zur Fertigstellung des Kosmodroms Baikonur 1957 das einzige sowjetische Testgelände für ballistische Raketen. Hier wurden die Raketen R-1, R-2, R-5, R-11, R-12, R-13, R-14, R-17, RSD-10 sowie S-25, S-75, S-125 getestet. Darüber hinaus wurden hier statische Tests und Flugerprobungen des Marschflugkörpers W-350 Burja durchgeführt (18 Tests von 1957 bis 1960).
Am 16. März 1962 startete von Kapustin Jar die erste Trägerrakete mit Kosmos 1. Seitdem dient Kapustin Jar als Weltraumbahnhof für die Rakete „Kosmos“, darunter für BOR-5 (ein Teil des Programms Energija-Buran).
Von 1957 bis 1962 wurden in Kapustin Jar zehn Raketen in Richtung der Atomwaffentestgelände Semipalatinsk und Sary-Schagan gestartet. Davon hatten drei eine Stärke zwischen 150 und 300 kT, eine zwischen 20 und 150 kT und sechs zwischen 0,001 und 20 kT.
Von 1988 bis 1998 wurde Kapustin Jar für Testprogramme geschlossen. 1992 schlug Boris Jelzin vor, das Gebiet des Testgeländes der Republik der Russlanddeutschen anstelle der ehemaligen Wolgadeutschen Republik zu übergeben. Am 5. Oktober 1998 wurde das nun dem Raketenstartplatz Sary-Schagan untergeordnete Testgelände wieder in Betrieb genommen mit systematischen ABM-Tests für A-135 und A-235 und Flügen der RT-2PM (ICBM). Darüber hinaus wurden hier S-400 Triumf, 96K6 Panzir, Tor-M2, Iskander und andere Raketen getestet.
Verwaltungszentrum des Poligons ist Snamensk. In der Nähe von Snamensk liegt der Militärflughafen von Kapustin Jar.
Am 9. Juli 2024 wurde das Testgelände im Kontext des russischen Angriffskrieges gegen die Ukraine das Ziel eines ukrainischen Luftangriffs, wobei es sich vermutlich um einen Angriff mit einer Drohne handelte. Über das Ausmaß der Schäden oder mögliche Opfer liegen bislang (Stand: 13. Juli 2024) keine genaueren Informationen vor.

## Möglicher Kriegseinsatz im Jahr 2024
Am 21. November 2024 wurde die ukrainische Stadt Dnipro nach Angaben der ukrainischen Luftwaffe mit Interkontinentalraketen angegriffen. Die Raketen vom Typ RS-26 waren diesen Angaben zufolge vom Testgelände Kapustin Jar in Richtung Ukraine gestartet worden, auf Videos von Überwachungskameras waren sechs Einschläge von Mehrfachsprengköpfen zu sehen. Da auf diesen Videos beim Einschlag keine Explosionen zu sehen sind, wurden vermutlich Übungssprengköpfe ohne Sprengladung verwendet. Bei dem Angriff wurden zwei Personen verletzt. Am gleichen Tag äußerte der russische Staatspräsident Wladimir Putin, Russland habe die neuartige Rakete Oreschnik eingesetzt.